# Infierno
La palabra infierno viene del latín inférnum o ínferus (por debajo de, lugar inferior, subterráneo), y está en relación con las palabras Seol (hebreo) y Hades (del griego). Según muchas religiones, es el lugar o estado donde después de la muerte son torturadas eternamente las almas de los pecadores. Es equivalente al Gehena del judaísmo, al Tártaro de la mitología griega, al Helheim según la mitología nórdica, al Naraka del hinduismo y el budismo, y al inframundo de otras religiones.
En la teología católica, el infierno es una de las cuatro postrimerías del hombre. El Catecismo de la Iglesia católica afirma su existencia y su eternidad, adonde «las almas de los que mueren en estado de pecado mortal descienden [...] inmediatamente después de la muerte» para sufrir las penas o "fuego eterno" (cuya pena principal sería «la separación eterna de Dios»). Este Catecismo, publicado en 1997, aclara también que el infierno consistiría en un «estado de autoexclusión definitiva de la comunión con Dios y con los bienaventurados». En la misma línea, el papa Juan Pablo II señaló que, más que un lugar, indica una situación propiciada por el alejamiento de Dios. También el papa Francisco y teólogos contemporáneos lo consideran un estado de sufrimiento.
En contraste con el infierno, otros lugares de existencia después de la muerte pueden ser neutros (por ejemplo, el Sheol judío), o felices (por ejemplo, el Cielo cristiano).

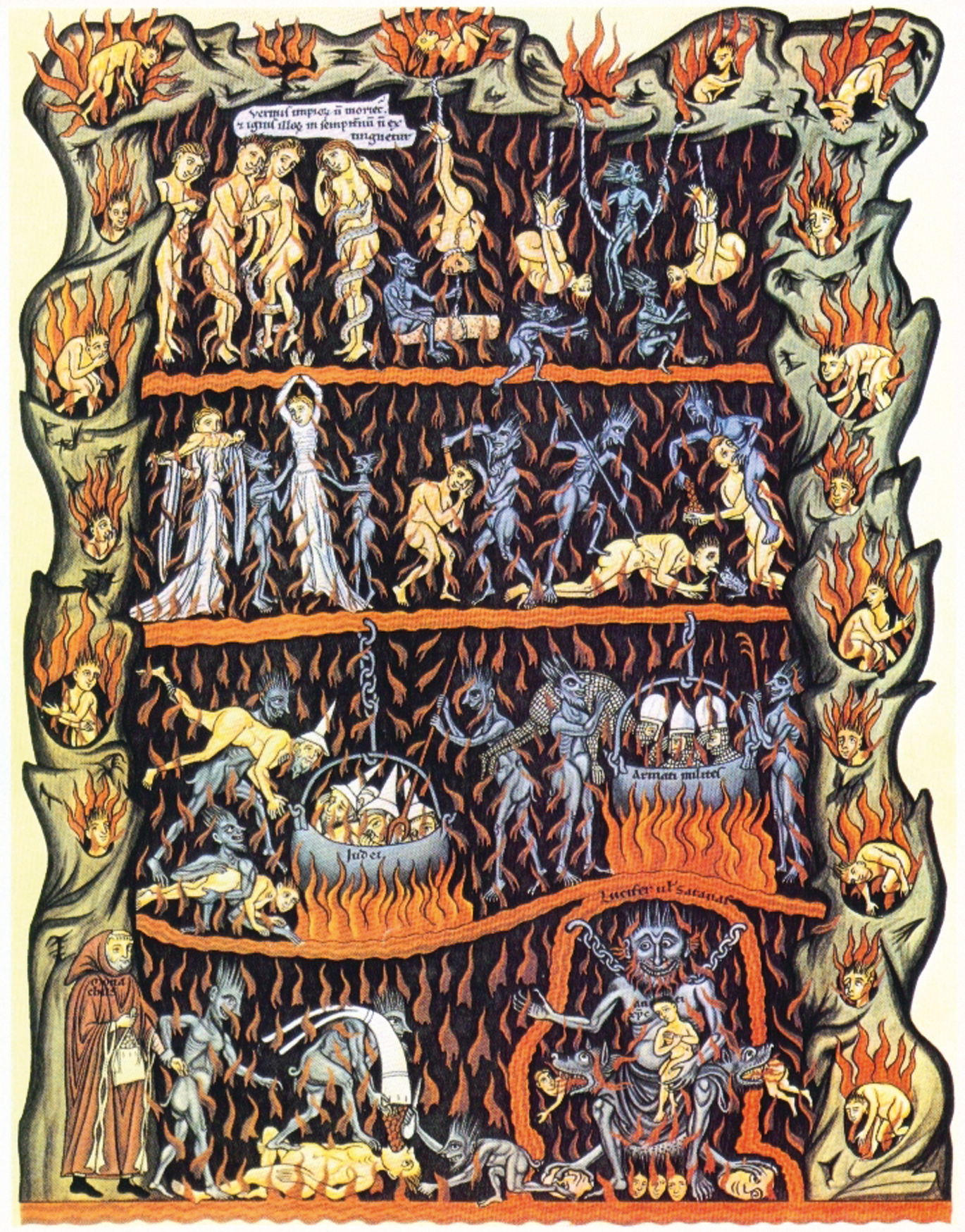
Ilustración medieval del infierno, en el manuscrito Hortus deliciarum (1180) por Herrada de Landsberg.

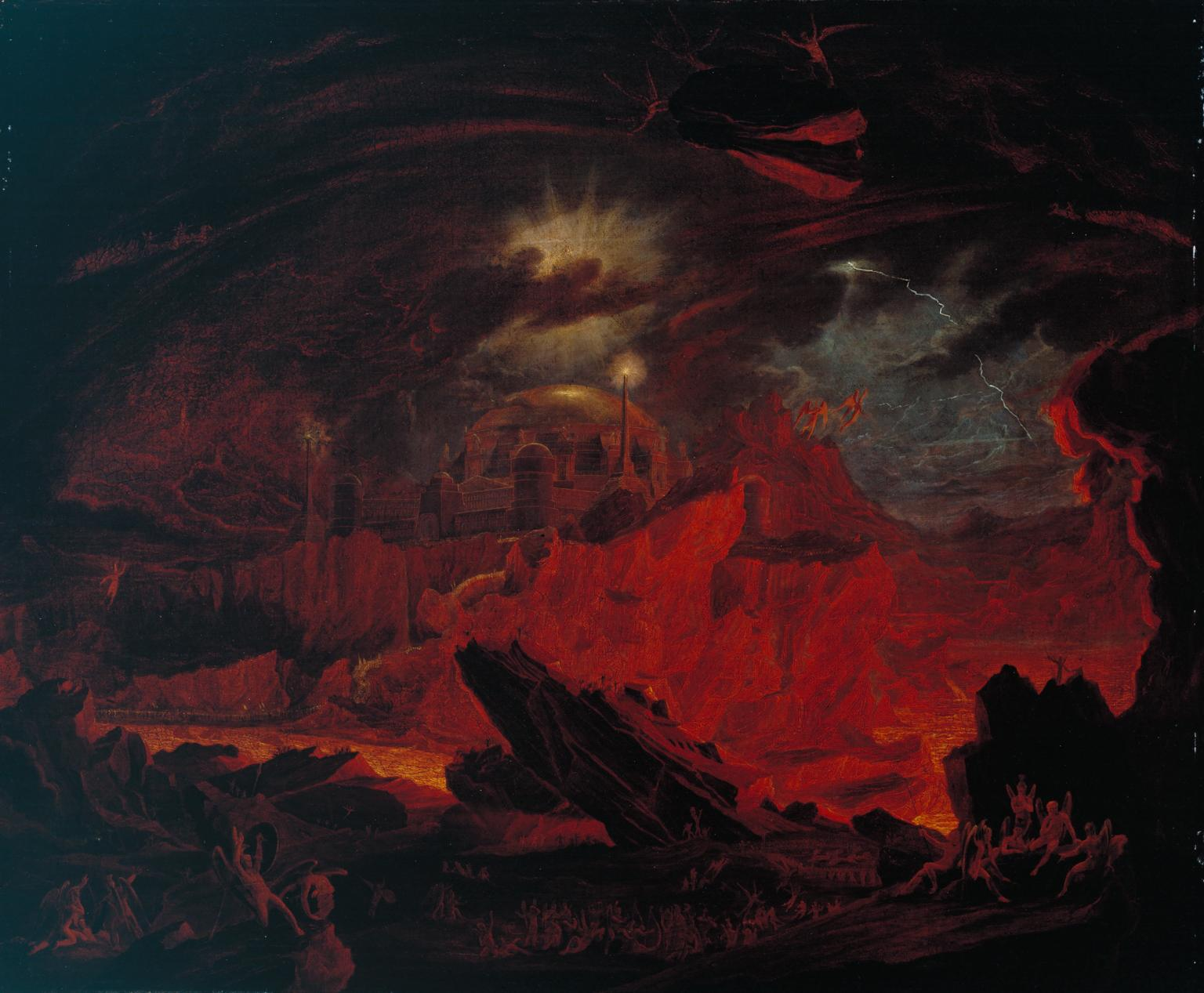
Ángeles caídos en el infierno, obra de John Martin (1841).

## Descripción

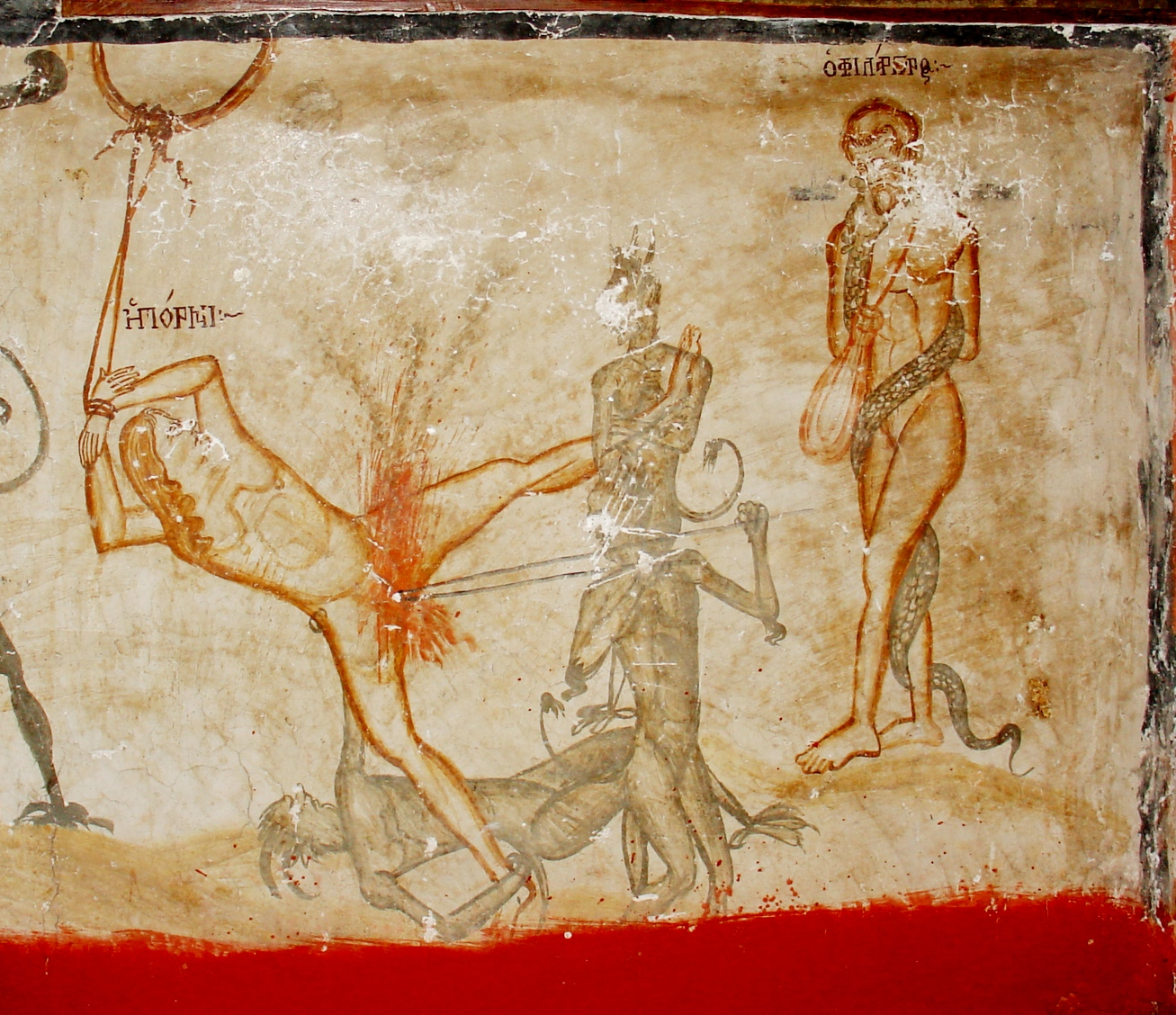
En este fresco de 1727 de David Selinitsiotis, los demonios torturan a una prostituta (H Porni) que vivía en la lujuria, mientras que el avaro (O philargyros) es asfixiado por una serpiente (Iglesia Jean Baptiste de Kastoriá, Grecia).

Algunas creencias del infierno ofrecen detalles gráficos y siniestros (por ejemplo, el Naraka del budismo, uno de los seis reinos del samsara). Las religiones con una historia divina lineal a menudo conciben el Infierno como infinito (por ejemplo, las creencias del cristianismo), en cambio las religiones con una historia cíclica suelen mostrar el Infierno como un período intermediario entre la reencarnación (por ejemplo, el Diyu, reino de los muertos de la mitología china). El castigo en el infierno habitualmente corresponde a los pecados cometidos en vida. A veces se hacen distinciones específicas, con almas condenadas sufriendo por cada mal cometido (ver como ejemplo el Mito de Er de Platón o el infierno descrito en
el poema de La Divina Comedia de Dante Alighieri), mientras que otras veces el castigo es general, con pecadores siendo relegados a una o más cámaras del Infierno o niveles de sufrimiento (por ejemplo, según Agustín de Hipona los niños no bautizados, aunque privados del Cielo, sufrían menos en el Infierno que los adultos no bautizados). En el islam y el cristianismo, de todas maneras, la fe y el arrepentimiento tienen mayor importancia que las acciones en determinar el destino del alma después de la muerte.
El infierno es usualmente imaginado como poblado por demonios, quienes atormentan a los condenados. Muchos son gobernados por un rey de la muerte:
- Nergal (dios sumerio-babilonio, señor de los muertos)
- Iama (dios benigno en el hinduismo)
- Satanás (entidad que representa la encarnación suprema del Mal).

Otras concepciones del infierno suelen definirlo abstractamente, como un estado de pérdida más que una tortura en un lago de fuego literalmente bajo la tierra. También hay grupos evangélicos quienes afirman que los muertos no están conscientes y el infierno no puede ser un lugar abrasador de tormento donde las personas malvadas sufran después de la muerte.

## Religiones abrahámicas

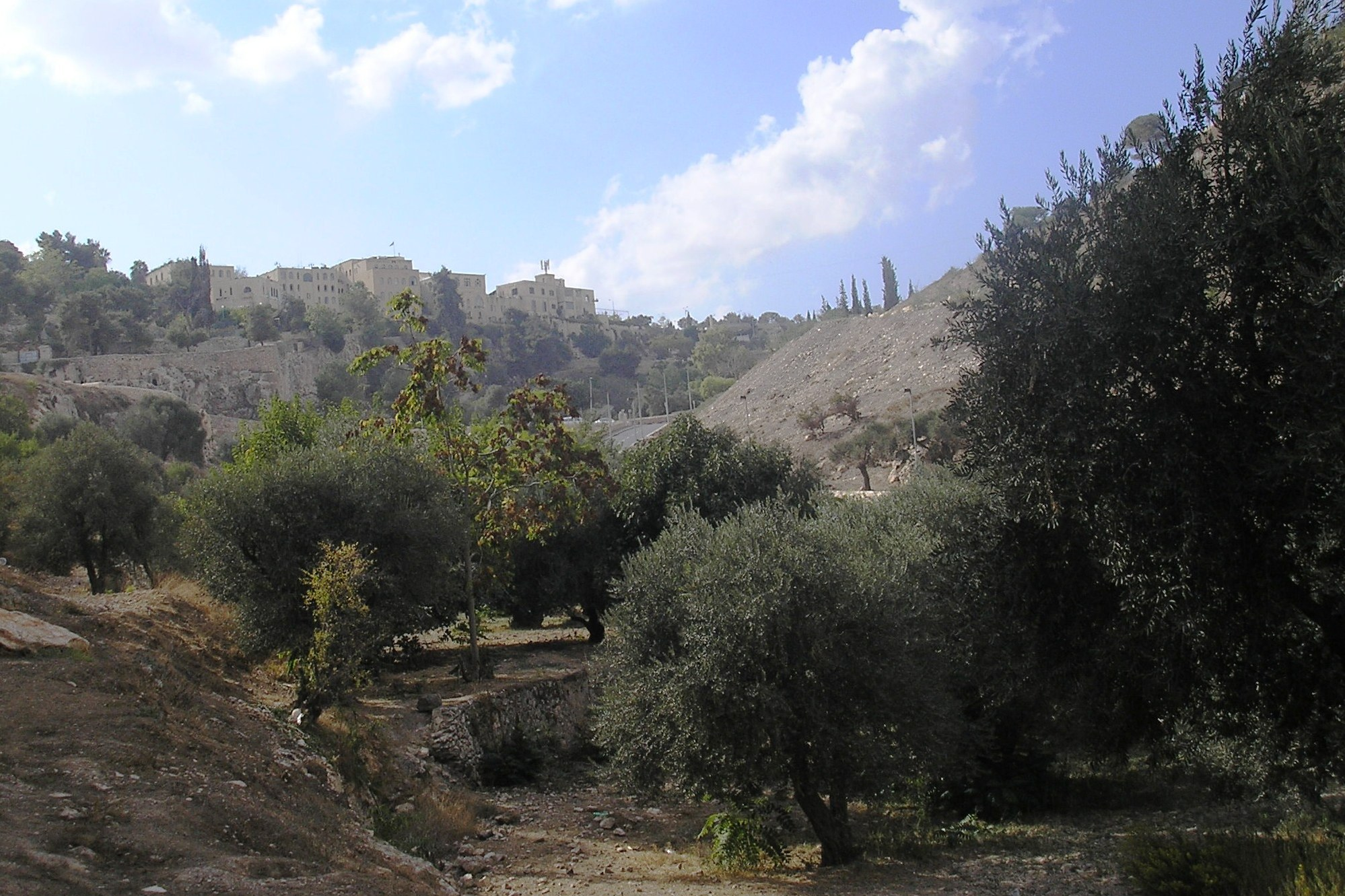
Valle de Hinom (Gehena).

La expresión «religiones abrahámicas» hace referencia a aquellas religiones cuya fe es monoteísta y que reconoce una tradición espiritual cuyas raíces se remontan a Abraham. El término es usado principalmente para referirse colectivamente al cristianismo, judaísmo e islam.

### En la Biblia
Antiguo Testamento - Biblia hebrea
- Sheol:[9] Génesis 37:35, 42:38, 44:29, 44:31, etc.
- Hinom:[10] Jeremías 19:6, Josué 15:8, etc.

Nuevo Testamento
- Hades:[11] Evangelio de Mateo 11:23 16:18. Evangelio de Lucas 10:15. 16:23. Hechos de los Apóstoles. 2:27,31. 1 Corintios 15:55. Apocalipsis 1:18, 6:8, 20:13,14
- Gehenna:[12] Evangelio de Mateo 5:22,29, 30, 10:28, 18:09, 23:15,33. Evangelio de Marcos 9:43,45,47, Lucas 12:05, Epístola de Santiago 3:6.

La palabra «infierno» se halla en muchas traducciones de la Biblia. En algunos casos es traducida por ‘sepulcro’ o ‘el lugar de los muertos’ y en otras se deja sin traducir, como en el caso de la palabra hebrea she'ol que equivale a la griega hai′des, es decir receptáculo de las almas, (y no- tumba de toda la humanidad [gr. koinós táphos tès anthròpótètas ]). También está en este caso la palabra griega ge′en•na que hace referencia al lago de fuego y azufre literal y no a una supuesta destrucción eterna.
Las iglesias cristianas fundamentalistas argumentan que si se hubiese querido dar a entender que el She’ol es una simple “sepultura común de la humanidad”, se hubiese utilizado sin vacilar en la Septuaginta y en el N. T. términos precisos como κοινός τάφος της ανθρωπότητας ([gr. koinós táfos tès anthròpótètas], sepultura común de la humanidad) o Αντί της καθολικής πτώματα ([gr. antí tès katholikès ptómata], lugar universal de cadáveres) o κοινή υποδοχή των ανθρώπινων σωμάτων ([gr. koinè ypodoxè ton anthròpinòn sòmátòn], receptáculo común de cuerpos humanos) y no uno que diera a entender que la vida no termina en la tumba, sino que se llega a un Hadēs, término griego asociado al lugar de la psychē (el alma), no del cuerpo inerte.
Dicho de otro modo:
- She'ol [gr. Hadēs] “receptáculo de las almas”
- Kever [gr. Mnēmeion] “receptáculo de los cadáveres/cuerpos”, “sepulcro”, “sepultura”, “abismo”, “profundo”, “huesa”, “fosa” y “hoyo”

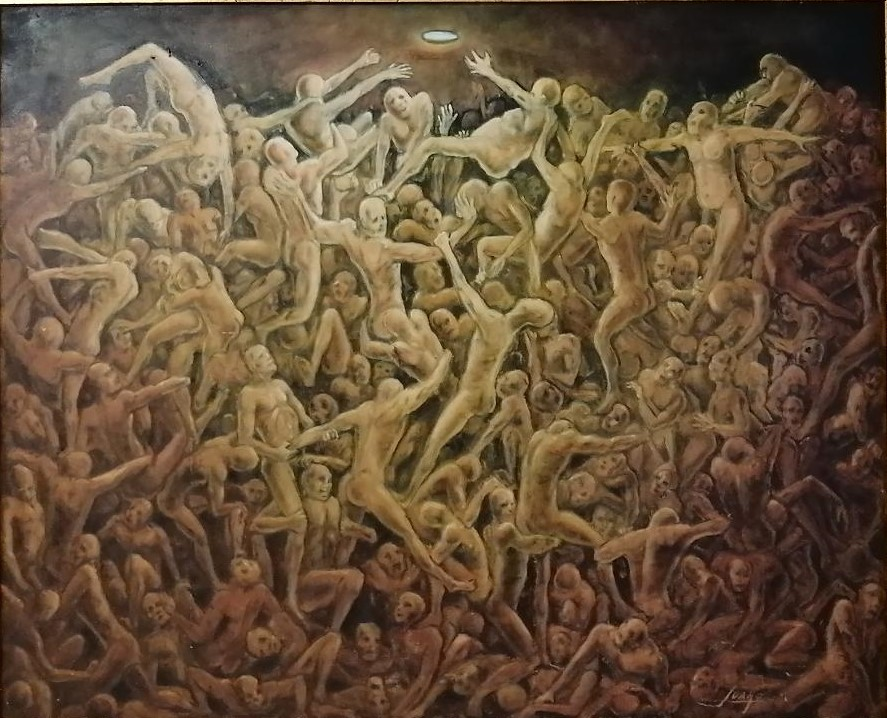
Escena del infierno. Óleo. Autoría desconocida. En (E)mancipa-Ment (Cullera, Valencia)

El Infierno (heb. Gehinnom; gr. Gehenna) se percibe contrario a la bendición de los que heredan el Reino de Dios (Nueva Jerusalén):
- Venid, benditos... (Mateo 25:34): "Entonces el Rey dirá a los de su derecha: Venid, benditos de mi Padre, heredad el reino preparado para vosotros desde la fundación del mundo."

Las citas bíblicas aluden a un lugar de sufrimiento:
- Apartaos de mí, malditos (Mateo 25:41): "Entonces dirá también a los de la izquierda: Apartaos de mí, malditos, al fuego eterno preparado para el diablo y sus ángeles."
- Un lugar de tormentos (Lucas 16:23): "en el Hades alzó sus ojos, estando en tormentos, y vio de lejos a Abraham, y a Lázaro en su seno...".
- Un horno de fuego (Mateo 13:42): "y los echarán en el horno de fuego; allí será el lloro y el crujir de dientes."
- Un lago de fuego y azufre (Apocalipsis 20:10): "Y el diablo que los engañaba, fue lanzado en el lago de fuego y azufre, donde estaban la bestia y el falso profeta; y serán atormentados día y noche por los siglos de los siglos."
- Un lago de fuego (Apocalipsis 20:15): "El que no se halló inscrito en el libro de la vida, fue lanzado al lago de fuego".
- "Si alguno adora a la Bestia y a su imagen, y acepta la marca en su frente o en su mano, él también beberá del vino de la ira de Dios, que ha sido vaciado puro en el cáliz de su cólera. Y será atormentado con fuego y azufre delante de los santos Ángeles y del Cordero; y el humo de su tormento se elevará por los siglos de los siglos. Y no habrá reposo, ni de día ni de noche". (Apocalipsis 14:9-11)
- "El Hijo del hombre enviará a sus ángeles, y estos quitarán de su Reino todos los que sirven de tropiezo y a los que hacen el mal." (Mateo 13:41)
- "Así será el fin del mundo: vendrán los ángeles, y apartarán a los malos de entre los justos, para arrojarlos en el horno de fuego. Allí habrá el llanto y rechinar de dientes." (Mateo 13:49-50)
- "Y si tu ojo es para ti ocasión de pecado, arráncalo, porque más te vale entrar con un solo ojo en el Reino de Dios, que ser arrojado con tus dos ojos a la Gehena, donde el gusano de ellos no muere, y el fuego nunca se apaga". (Marcos 9:47-48)

### En el cristianismo

#### Uso del término «infierno»

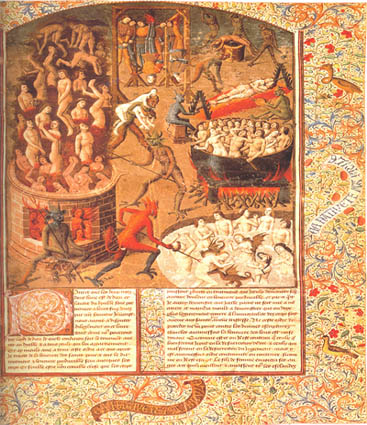
Visión del Infierno por San Agustín, La ciudad de Dios (413-426).

La palabra «infierno» que emplean la traducción católica de Félix Torres Amat, la versión de Cipriano de Valera (actualizada en 1909) y otras para traducir el término hebreo she'ól y el griego hái•dēs. Torres Amat traduce she'ól como (a veces con añadidos en bastardillas): ‘infierno(s)’ 42 veces; ‘sepulcro’ 17 veces; ‘muerte’ 2 veces, y ‘sepultura’, ‘mortuorias’, ‘profundo’, ‘a punto de morir’ y ‘abismo’ 1 vez cada una. En la Versión Valera de 1909, she’ól se traduce ‘infierno’ 11 veces, ‘sepulcro’ 30 veces, ‘sepultura’ 13 veces, ‘abismo’ 3 veces, ‘profundo’ 4 veces, ‘huesa’ 2 veces, ‘fosa’ 2 veces y ‘hoyo’ 1 vez. Esta misma versión siempre traduce hái•dēs por ‘infierno(s)’, traducción que siguen las versiones
Nácar-Colunga (excepto en Hechos 2:27, 31),
Torres Amat y Felipe Scío de San Miguel.
No obstante, otras versiones actuales son más uniformes en la traducción. Por ejemplo, la Versión Valera (revisión de 1960) translitera la palabra original como ‘sheol’ 65 veces y emplea ‘profundo’ 1 vez, mientras que utiliza ‘Hades’ siempre que aparece en el Nuevo Testamento. Otro tanto ocurre con la palabra griega gué•en•na, que —aunque algunos la vierten por ‘infierno’ (8 veces en la Versión Valera de 1909)— se suele transliterar en la mayoría de las traducciones españolas.

Ha causado mucha confusión y desconcierto el que los primeros traductores de la Biblia tradujesen sistemáticamente el Sheol hebreo y el Hades y el Gehena griegos por la palabra «infierno». La simple transliteración de esas palabras en ediciones revisadas de la Biblia no ha bastado para paliar de modo importante esta confusión y malentendido.
Encyclopedia Americana (1956, volumen 14, pág. 81)

La palabra latina «infernus» (inferum, inferi), las griegas «Hades» y «Gehena», y la hebrea «Sheol» corresponden a la palabra «Infierno». (...) Además de Gehenna y Hades, encontramos en el Nuevo Testamento muchos otros nombres para el sufrimiento de los condenados. Es llamado el “Infierno Menor” (Vulg. Tartarus) (II Pedro, ii,4), “Abismo” (Lucas, viii, 31 y otros), “lugar de los tormentos” (Lucas, xvi, 28), “alberca de fuego” (Apoc., xix, 20 y otros), “estufa de fuego” (Mateo, xiii, 42, 50), “fuego inextinguible” (Mateo iii, 12 y otros), “fuego eterno” (Mateo, xviii, 8; xxv, 41; Judas, 7), “oscuridad exterior” (Mateo vii,12; xxii, 13; xxv,30), “niebla” o “tormenta de oscuridad” (2Pedro, ii, 17; Judas 13). El estado de los condenados es llamado “destrucción” (apoleia, Filip, iii, 19 y otros), “perdición” (olethros, I Tim., vi, 9), “destrucción eterna” (olethros aionios, II Tes., i, 9), “corrupción” (phthora, Gal., vi, 8), “muerte” (Rom., vi, 21), “segunda muerte” (Apoc., ii, 11 y otros).
Enciclopedia Católica (1913)

Originariamente, la voz designaba lo que queda situado «más abajo» o «inferior» al espectador. Así pues, la palabra «Infierno» originalmente no comunicó ninguna idea de calor o tormento, sino simplemente la de un lugar «más abajo» o «inferior», de modo que su significado era muy similar al del she’ól hebreo. Es interesante que incluso en la actualidad esta palabra significa, según la misma enciclopedia, ‘lugar subterráneo en que sienta la rueda y artificio con que se mueve la máquina de la tahona’.
Enciclopedia Larousse (1981, vol. 5, pág. 5201)

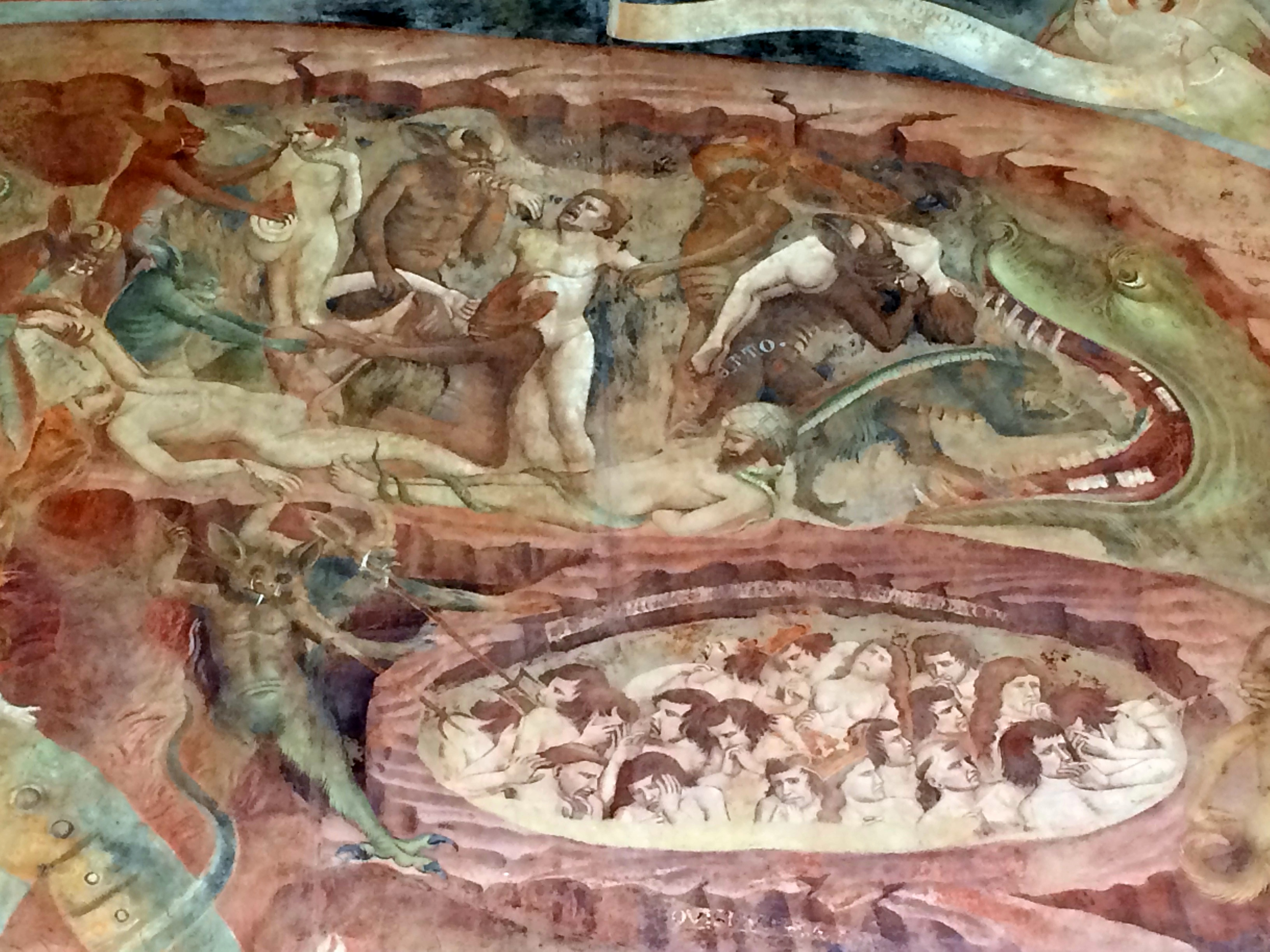
Tormentos a los condenados en el Infierno. Fresco italiano del.

La teología cristiana ha discutido la noción de «Infierno» a lo largo de su historia. En un tiempo no hubo duda de que se trataba del lugar en el que se castiga eternamente a los pecadores, en el que los tormentos no podían ser conmutados.
En el siglo III, Orígenes sostuvo la hipótesis que lleva por nombre Apocatástasis o Restauración, que implicaba la idea de que, al final de los tiempos y luego de sufrir diversas penalidades, todos los condenados al Infierno -incluyendo a Satanás y a los restantes ángeles caídos- serían liberados. Esta idea fue condenada como herejía por la Iglesia. En contraste, Agustín de Hipona y Tomás de Aquino creían que la gran mayoría de las personas se condenaría al Infierno. De hecho, Agustín se refería a los réprobos como la massa damnata o multitud de condenados. El teólogo luterano Karl Barth y su colega católico Hans Urs von Balthasar sostuvieron que existe una razonable esperanza de que todas las personas serán salvadas, por el tremendo acto de amor que realizó Cristo en la cruz. En la actualidad, el pastor evangélico Rob Bell sostiene que el Infierno está vacío. C. S. Lewis sostenía que el Infierno semeja la celda de una prisión, en donde la puerta del calabozo se cierra desde dentro, no desde fuera, siendo la intención del condenado el no querer vivir la eternidad con Dios.
El exorcista católico José Antonio Fortea hace notar que es el mismo Cristo quien refiere con más insistencia la existencia del Infierno y que muchos serán los condenados. Aunque cree que el número de condenados será pequeño en comparación con el de todos los seres humanos nacidos desde la Creación, para los condenados -ya sean cien, mil, diez mil o más- el castigo será eterno. También sostiene que la gran mayoría de los sacerdotes en la Iglesia Católica trata de restarle importancia al Infierno y a la condenación eterna por no asustar a sus feligreses.

#### En el catolicismo
La Enciclopedia católica de principios del siglo XX (una de las obras más vastas del catolicismo) señala que «el dogma católico no rechaza el suponer que Dios pueda, a veces, por vía de excepción, liberar un alma del Infierno». Sin embargo, la misma Enciclopedia dice que «los teólogos son unánimes en enseñar que tales excepciones nunca ocurrieron y nunca ocurrirán». Acerca del uso del término «fuego» que «no hay suficientes razones para considerar el término "fuego" como una mera metáfora». Sin embargo, el 28 de julio de 1999 en la catequesis que impartió ante 8000 fieles en la Ciudad del Vaticano, el papa Juan Pablo II dijo:

Las imágenes con las que la Sagrada Escritura nos presenta el Infierno deben ser rectamente interpretadas. Ellas indican la completa frustración y vacuidad de una vida sin Dios. El Infierno indica más que un lugar, la situación en la que llega a encontrarse quien libremente y definitivamente se aleja de Dios, fuente de vida y de alegría.
Juan Pablo II

Aunque, para algunos, estas palabras de Juan Pablo II provocaron polémica, no se niega la existencia del Infierno, pero se le da un sentido espiritual, antes que concreto y material. Algunos fieles y teólogos, como Hans Küng, han rechazado la existencia del Infierno por considerarla incompatible con el amor del Dios omnipotente.
Sin embargo hay consenso en creer que no es Dios quien «envía» al hombre al Purgatorio o al Infierno, sino que es el hombre mismo (por las actitudes y obras que vivió en su tiempo de existencia terrena), quien decide libremente su destino final; si ha creído en Jesús y vivido piadosamente el Cielo le esperará, si ha cometido pecados no confesados y necesita purificación para acceder al Cielo, ella misma pedirá un tiempo en el Purgatorio para purificarse y entrar a la gloriosa presencia de Dios, limpia; y si ha vivido en enemistad con Dios, con los demás y consigo misma, ella misma pedirá el destino que le corresponde como fruto de sus acciones y creencias.
El escritor católico contemporáneo José María Cabodevilla trata el tema —de por sí complejo— en unos pocos renglones:

Dios no condena a nadie: «Si alguno oye mis palabras y no las guarda, yo no lo condenaré» (Juan 12,47). No hace falta ninguna sentencia, ningún juicio. «El que no cree ya está juzgado» (Juan 3,18). ¿Qué necesidad hay de imaginar un Cristo juez? El Cristo de la Capilla Sixtina es un juez en plena actividad, ejecutor él mismo de la sentencia, iracundo, violento. No me convence. La interpretación de Fra Angélico me parece mucho más verosímil (y también más terrible) que la de Miguel Ángel. Pintó un juez que es lo menos parecido a un juez: el Hijo del Dios con la túnica abierta y mostrando mansamente sus llagas. No hace nada, no dice nada. Los pecadores apartan la vista de él y marchan sobre sus propios pasos [...].

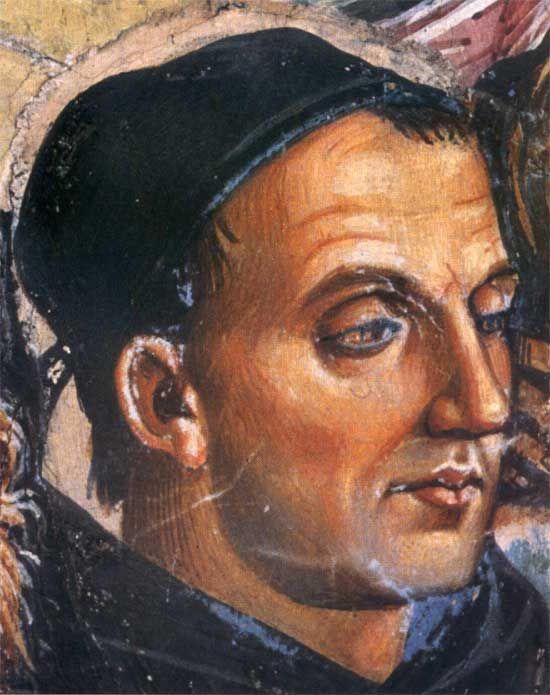
Representación de Fra Angélico, por Luca Signorelli. Fra Angélico imaginó a Cristo como un juez con la túnica abierta y mostrando mansamente sus llagas.

«Él quiere que todos los hombres se salven» (1Timoteo 2,4). «No quiere que nadie perezca» (2Pedro 3,9). Salvación y reprobación no están en el mismo plano, no son acciones correlativas. Aquí quiebra aquella correspondencia o proporción entre el Cielo y el Infierno. El Cielo es un don divino, pero el Infierno no es una venganza divina. No son verdades del mismo rango ni pertenecen al mismo nivel. No hay simetría entre una cosa y otra. No hay un doble ofrecimiento de salvación y condenación, como si se tratara de dos destinos parejos. Dios sólo ofrece la salvación, y el hombre puede aceptarla o rechazarla.
Los réprobos se apartaron de Dios por su propia voluntad, y seguirán eternamente apartados de Él por su propia obstinación. La persistencia de este rechazo es la que explicaría en última instancia la eternidad del Infierno. Si se dice que la gravedad del castigo responde a la gravedad de la ofensa, hay que decir que su duración responde a la duración de la misma. El castigo no cesará nunca porque tampoco va a cesar el pecado. También aquí la explicación parece muy forzada, elaborada artificialmente por esa manía apologética de justificar o excusar a Dios. Sin embargo, si aceptamos la posibilidad de una opción libre y absoluta contra Dios, debemos reconocer que el Infierno se limita a confirmar esa opción. Lo que llamaríamos alejamiento irreversible de Dios respecto del pecador se debe únicamente a que éste así lo quiso cuando dio carácter absoluto y, por tanto, irrevocable a su ruptura con Dios. En definitiva, aunque parezca extraño, aunque parezca escandaloso, habrá que decir que el pecador continúa en el Infierno porque quiere. La puerta del Infierno está cerrada para siempre, pero está cerrada por dentro.
Esta eterna aversión hacia Dios, eternamente renovada, no deja de ser contradictoria. Por propia voluntad el réprobo se apartó de Él, pero ha quedado herido por la visión de su rostro para toda la eternidad. Herido y fascinado. Ni siquiera allí lo terrible anula lo fascinante. Para que el condenado pueda sufrir por la ausencia de Dios es menester que la valore: hace falta que se sienta atraído por Dios a la vez que rechazado. En correspondencia, él debe experimentar, junto a esa irresistible atracción, un aborrecimiento sólo comparable a ella. Y esta contradicción lo traspasa, lo desgarra. En la medida en que tal atracción pudiera entenderse como una patética forma de amor involuntario, la respuesta divina no sería un gesto de cólera, sino algo peor, un rehusarse desdeñoso: «No os conozco».
José María Cabodevilla

Como señala el padre José Antonio Fortea, el Infierno no es un lugar sino un estado. Solo al momento del Juicio final, con la resurrección de los muertos, tanto el Cielo como el Infierno se convertirán en un lugar en donde los resucitados condenados pagarán con tormentos físicos y espirituales, así como las personas salvadas resucitarán físicamente para disfrutar eternamente de la Gloria de Dios.

#### En el protestantismo
En el protestantismo el Infierno es presentado como un lugar de castigo y separación eterna de la presencia y gloria de Dios. La concepción antropológica de la teología protestante presenta a todos los hombres condenados desde su nacimiento (por el pecado original) a sufrir esta separación eterna y por tanto necesitados absolutamente de la misericordia de Dios para poder restablecer la relación con Dios, es decir, ser salvados mientras viven en este mundo. La adquisición de esta salvación es entendida como un regalo de Dios a aquellos hombres que se arrepienten de sus pecados y creen de corazón.
Igual que la mayoría de iglesias cristianas el protestantismo tradicionalmente viene creyendo igualmente:
- Que tras la muerte, el alma de quienes se han salvado va al Cielo y la de los que no al Infierno (aunque con la peculiaridad de que el protestantismo niega el Purgatorio).[25]
- Que tras la resurrección de la carne, alma y cuerpo volverán a juntarse tanto para quienes están en los Cielos como para quienes están en los Infiernos.[25]
- Que el castigo del Infierno es eterno y consciente.
- Que quienes no han sido redimidos van al Infierno y se condenan eternamente sin que se espere ningún rescate por ellos.
- Que Dios no condena al hombre sino que tal cosa es consecuencia justa de su pecado.[26]

#### En otras divisiones cristianas

##### Testigos de Jehová
El infierno (o sheol) es la sepultura colectiva, un lugar simbólico donde no existe ninguna actividad.
El infierno de fuego como lugar de tormento no forma parte de las doctrinas de los Testigos de Jehová, quienes afirman que tal creencia sería una difamación de Dios al contradecir el hecho de que Jehová es un Dios de amor (1 Juan 4:8). Afirman que la idea del infierno de fuego como lugar de tormento es precristiana y que procede de la mitología de Mesopotamia. Los Testigos de Jehová creen que el infierno es el sepulcro común de la humanidad. Señalan que en la revisión de 1909 de la traducción de la Biblia por Reina-Valera el término griego hái·dēs (Hades) se traduce como «infierno» o «infiernos» las diez veces que aparece en las Escrituras griegas cristianas. También indican que el término hebreo sche’óhl (Sheol) aparece sesenta y cinco veces en las Escrituras hebreas, y que en la revisión antes citada se traduce como «infierno», «sepulcro», «sepultura», «abismo», «fosa», «hoyo». Creen que se trata de un lugar simbólico del que los muertos volverán a la vida, y no de un lugar literal de castigo y tormento. Por otra parte, consideran que el castigo eterno para los malvados irreformables es la Gehena, un símbolo de destrucción completa y eterna, tenido por equivalente del «lago de fuego y azufre» y la «muerte segunda».

##### La Iglesia de Jesucristo Santos de los Últimos Días
La Iglesia de Jesucristo de los Santos de los Últimos Días predica que el Infierno es un lugar preparado desde la fundación del mundo y en el hay almas que no encuentran descanso y están en estado de miseria y lamentación, conscientes de su estado caído y ruina espiritual. Es una especie de cárcel de "espíritus inmundos". No debe esto confundirse con la "cárcel espiritual", lugar que es visitado y ministrado por ángeles que preparan a aquellas almas que tienen opción de regresar a la presencia del Padre Celestial.

##### Millerismo adventista
Según la Iglesia Adventista del Séptimo Día y la Iglesia de Dios (Séptimo Día), el Infierno no existe como un lugar físico en el que los perdidos sufren por la eternidad. Tal interpretación se basa en la secuencia de acontecimientos proféticos relatados en el capítulo 20 del libro de Apocalipsis, los que describen de qué manera el Infierno será el modo que se utilizará para infligir una decisiva y final derrota al mal (la segunda muerte), describiéndolo como un fuego del cielo y un lago de fuego, al cual serán echados Satanás y sus seguidores. Para esta denominación los muertos permanecen en un estado inconsciente hasta la segunda venida de Cristo, momento en el cual serán resucitados.

### En el judaísmo
El judaísmo, al menos inicialmente, creía en Sheol, que se describe como una existencia sombría a la cual todos eran enviados tras la muerte. El Sheol pudo haber sido poco más que una metáfora poética de la muerte, de la ausencia de vida, y no se refiere a una vida después de la muerte. En el Antiguo Testamento no se amenaza a los pecadores con ninguna vida de sufrimiento después de la muerte.
Durante siglos, el castigo por el incumplimiento de mandatos divinos es para los hebreos de carácter inmanente, en esta vida. En un principio, se trata de un castigo colectivo: el pueblo entero es castigado por Dios a causa del pecado de algunos. Será en la época de los profetas (a partir del siglo VIII a. C.) cuando, progresivamente, el castigo divino —materializado en la ocupación extranjera, peste, hambre o bestias feroces— se vaya individualizando aunque continúa siendo de carácter exclusivamente terrenal, tal y como se narra en Ezequiel 14:13-20. No es hasta el siglo V a. C. en que los hebreos, posiblemente debido a la influencia persa y durante la época helenística, comienzan a ubicar el infierno en un más allá con el fin de castigar las faltas morales. Desde el siglo II el Sheol equivale, para los rabbanitas, al Gehena. También se conoce como Sheol-Abbadón, por este ángel del abismo que representa el mundo de ultratumba (Job 28:22) y se traduce como 'perdición'. La religión judía negaba cualquier vida después de la muerte.
También la Biblia en el libro de Números 16:30 habla de Coré y sus seguidores quienes fueron enviados vivos al Sheol cuando se rebelaron contra Moisés y Aarón.
Posteriormente empezó a introducirse la idea de resurrección. Había en el judaísmo dos corrientes: los fariseos creían en la resurrección y los saduceos la negaban. Pero la resurrección se entendía en una forma terrenal: se resucitaría para volver a llevar una vida terrenal. Solo resucitarían los buenos. El castigo de los pecadores era la 'muerte eterna', que no era el Infierno ni ningún sufrimiento de ultratumba, sino la ausencia de resurrección.
La posición judía mayoritaria actual es que el Infierno es un lugar de purificación para el malvado, en el que la mayoría de los castigados permanece hasta un año, aunque algunos están eternamente.

#### Gehena

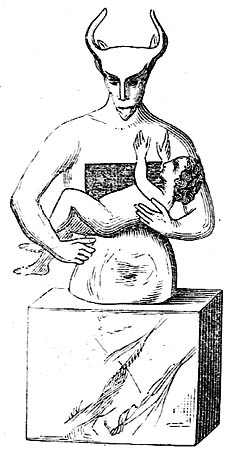
Representación de Moloch.

La puerta del sudoeste de Jerusalén, abierta hacia el valle, vino ser conocida como «valle del hijo de Hinom» (Jer 7:31,19:2-6); el libro de Jeremías habla de los residentes que adoraban a Moloch (Jer 32:35), presagiando la destrucción de Jerusalén. En épocas antiguas, en el Tofet según el Antiguo Testamento, los cananeos sacrificaban a niños al dios Moloch, quemándolos vivos; una práctica que fue proscrita por el rey Josías (2Reyes 23:10). Cuando la práctica desapareció, se convirtió en el vertedero e incinerador de la basura de Jerusalén.
Luego pasó a ser considerado el infierno o purgatorio judío, así como el infierno cristiano.

### En el islam
El islam prevé el Juicio Final para todos los creyentes, como el cristianismo, y las referencias al fuego del Infierno abundan en el Corán, donde se le menciona setenta y siete veces, así como en los hadices y en los discursos escatológicos islámicos posteriores. Durante la vida, los ángeles escribanos, uno a cada lado (el de la derecha anota las buenas acciones, mientras el de la izquierda anota las malas) anotan las acciones de los hombres, y éstos serán juzgados de acuerdo con esos libros. El puente Sirat, delgado como un cabello, debe ser atravesado por los que se dirigen al Paraíso, y aquel que caiga irá a parar a las llamas del Infierno o Yahannam.
Si bien el nombre propio para el infierno es Yahannam, en el Corán se le describe más comúnmente como "el Fuego" (nar), en oposición a "el Jardín" (janna), el paraíso islámico para los bendecidos. El Corán describe al Yahannam como una morada o refugio infernal con siete puertas (en contrapartida a los siete cielos) esperando a los no creyentes, hipócritas y otros tipos de pecadores (Corán 4ː140; 15ː43-44). Será la morada ardiente de los jinns (genios) y satanes, así como humanos (Corán, 11:119; 19:68), incluyendo politeístas y "gente del libro" (98ː6). De hecho, de acuerdo con un verso, todos irán a Yahannam pero Dios salvará a los piadosos y abandonará a los malhechores (19ː72). Los politeístas y sus ídolos se convertirán en combustible para su fuego (21ː98). Una barrera (hijab) lo separa del paraíso y los habitantes de los dos lugares pueden conversar uno con otro a través de ella (7ː40-53). A diferencia de las perspectivas cristianas, Satanás (Iblís) no gobierna el infierno, sino que es encerrado allí como castigo al final de los tiempos. Varias colecciones acreditadas de hadices, como las de al-Bujari, Muslim o Ibn Hanbal expanden sobre estos discursos coránicos, detallando sus horroríficos rasgos y sus habitantes. Los hadices lo describen como un pozo de fuego setenta veces más caliente que el fuego de la tierra, vigilado por el ángel Malik, al cual caen los condenados que no logran cruzar el delgado puente (al-sirat). También enumeran a los tipos de pecadores que son allí castigados, entre quienes incluyen a los Yahannamitas, musulmanes que han cometido graves transgresiones, pero que finalmente ganarán entrada al paraíso.
En textos y comentarios escatológicos posteriores, particularmente del siglo X (p. ej., los escritos por al-Tabari), se afirma que el Yahannam consiste en siete niveles jerárquicos, siendo el más alto para musulmanes y los más bajos para judíos, cristianos, zorastristas, politeístas e hipócritas. Estos comentaristas también adornaron estas descripciones con detalles geográficos, como montañas, valles, ríos y mares ardientes, así como casas, prisiones, puentes, pozos y hornos, así como con escorpiones y serpientes atormentando a sus habitantes. Una de estas descripciones muy detallada es la que aparece en Las mil y una noches. En la Noche 493, este libro habla de un edificio de siete pisos, separados uno de otro por «una distancia de mil años». El primero es el único que se describe. Está destinado a los que murieron sin arrepentirse de sus pecados y en él hay montañas de fuego, con ciudades de fuego, las que a su vez contienen castillos de fuego, los cuales tienen casas de fuego, y éstas tienen lechos de fuego en los que se practican las torturas, todo en número de setenta mil.
En los tiempos actuales, el Yahannam continúa siendo un tema popular en los sermones. Imágenes aterradoras del infierno se invocan para guiar a los creyentes descarriados de vuelta al camino de los justos. Es descrito bien como un lugar de castigo corporal o de sufrimiento psicológico.

### En el Zoroastrismo
Si bien el zoroastrismo no es una religión abrahamica, influyó en ellas, y sus creencias; siendo igualmente un nexo con las religiones Dhármicas.
Según el zoroastrismo, las almas (urvan) que van al infierno, conocido como La Casa de la Mentira (Drujō Demāna) son juzgadas tres días después de la muerte (un concepto que influyó en el cristianismo y el islam). Este proceso incluye:
- El viaje del alma que luego de permanecer cerca del cuerpo durante 3 días, custodiada por el espíritu Sraosha (la conciencia); y luego realiza su viaje al más allá cruzando El puente Chinvat: Un puente estrecho y filoso que conecta el mundo físico con el espiritual.  Los malvados y pecadores al cruzar el puente, este se estrecha, y el alma cae al Abismo de la Oscuridad (Para los justos, el puente se ensancha y conduce al Reino de la Luz). Las acciones buenas y malas del difunto son pesadas por Mithra (dios de los contratos) y Rashnu (juez divino).[33][34][35].

El Drujō Demāna es descrito como un lugar frío, oscuro y lleno de sufrimiento, gobernado por Angra Mainyu. Quienes llegan aquí son los que eligieron la mentira (Druj), dañaron a otros, contaminaron la naturaleza (ej.: ensuciar el fuego o el agua) o adoraron a daevas (espíritus malignos).  
Como Castigos:  los condenados sufren Hambre y sed eternas.  Las Almas son atormentadas por demonios como Aeshma (demonio de la ira); y sufren la sensación de aislamiento y remordimiento.  
A diferencia del infierno cristiano, el infierno zoroastriano no es eterno. Tras la renovación final del universo (Frashokereti), el Drujō Demāna será destruido y las almas condenadas serán purificadas y liberadas. 

## Religiones orientales y del este asiático
«Religiones del sur de Asia» se refiere a las religiones surgidas en Oriente (el oriente de Europa), como son: hinduismo, budismo, jainismo y sijismo.
«Religiones del este asiático» (religiones del Extremo Oriente, religiones chinas o religiones taoístas), forman un subconjunto en las religiones orientales, como son: taoísmo, sintoísmo, confucianismo.

### Vedismo
En la India, en el período védico (finales del segundo milenio antes de nuestra era), la existencia post mortem era ubicada en moradas subterráneas como el karta (hoyo), vavra (prisión) o parshana (sima). Estos estados indiferenciados tras la muerte, muy parecidos al sheol hebreo y presentes en las épocas más arcaicas de muchas otras civilizaciones, suponen un más allá lúgubre y fantasmal, pero no existe un castigo para los malvados ni juicio alguno.
En el Atharvaveda aparece el término naraka (infierno), que paulatinamente se va convirtiendo en lugar de sufrimiento en contraposición a la apoteosis celestial que experimentarían quienes cumplen el sacrificio védico. Aunque todavía no se da ningún juicio, los no elegidos son relegados a los infiernos, gobernados por el rey Yama. A pesar de la indefinición de tales concepciones, a finales del período védico todavía no se habla de sufrimientos o condenación por haber incurrido en faltas morales.

### Hinduismo y budismo

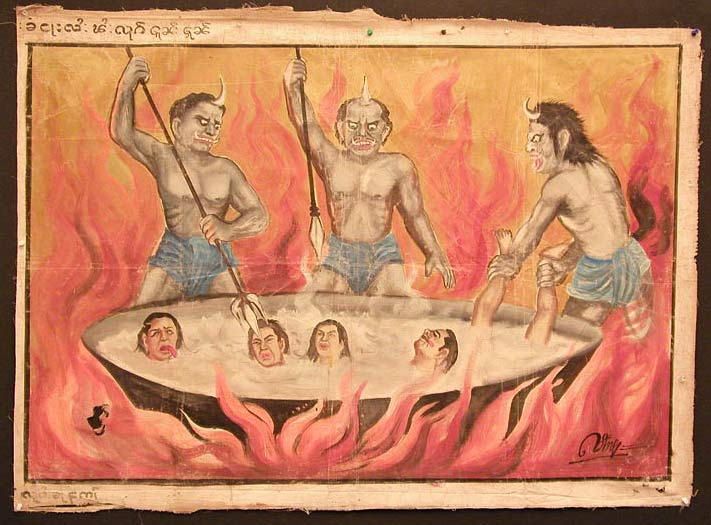
Reino de los Narakas, nombre dado a uno de los seis reinos del samsara de mayor sufrimiento de toda la cosmogonía budista.

La descripción que hace Voltaire no es exacta en lo que se refiere a las filosofías orientales. El hinduismo y el budismo creen en el Infierno, aunque sólo como escenario transitorio en el ciclo de reencarnaciones. El hinduismo cree en 21 infiernos en los que se pueden reencarnar los que han cometido faltas mortales. El Bhagavad Guitá (incluido en el poema épico sánscrito Majábharata, dice: «El Infierno tiene cuatro puertas: la lujuria, la cólera, la gula y la avaricia». Y en él caen «los hombres de naturaleza demoníaca» hasta ser aniquilados. El budismo reelaboró la doctrina hinduista y su ortodoxia prevé esferas infernales en las que pueden reencarnar los mortales agobiados por un mal karma (deudas vitales, elecciones incorrectas...): la esfera de los espíritus torturados por el hambre y la de los demonios en lucha. El Reino de los Narakas es el Infierno budista.
Así, como se indica, a diferencia del infierno cristiano, en el Naraka hindú o en el Reino de los Narakas budista, el castigo por los pecados (mal Karma) no es eterno, pero si el pecado es muy grande, si puede llegar a ser un periodo extremadamente largo, casi eterno para el alma, incluso de periodos de varios kalpas; e incluso con reencarnaciones en el mismo infierno si no logró purificarse lo suficientemente. Ya pasado el tiempo de purgación, o bien al cabo de una yuga (era), en que cambian las cosas, pasa el alma a habitar el cuerpo de un animal, luego el de otro y, si consigue acumular un buen Karma, por fin, el cuerpo de un hombre, para así tener una nueva oportunidad de poder alcanzar la iluminación y liberarse del ciclo karmico.[cita requerida]
Budismo
Hinduismo

## Politeísmo
Doctrina religiosa cuyos seguidores creen en la existencia de múltiples dioses o divinidades organizadas en una jerarquía o panteón.

### Antiguo Egipto
Voltaire en su Diccionario filosófico, anota que egipcios y griegos enterraban a sus muertos y creían simplemente que sus almas quedaban con ellos en un lugar sombrío. «Los indios, mucho más antiguos, que habían inventado el ingenioso dogma de la metempsicosis (reencarnación), jamás creyeron que las almas estuvieran en el subterráneo», señala Voltaire. Y agrega: «Los japoneses, los coreanos, los chinos, los pueblos de la vasta Tartaria oriental y occidental, ignoraron la filosofía del subterráneo».
En la mitología egipcia, tras la muerte los malvados recibían torturas dirigidas no a causarles sufrimiento, sino a conseguir su completa aniquilación (la llamada «segunda muerte»). Estos condenados, llamados «muertos» por los egipcios, quedaban hacinados en espacios oscuros y fétidos, desnudos y rodeados de llanto. En las pinturas de la tumba de Ramsés IV, se representa a las víctimas descuartizadas y decapitadas con espadas en llamas, mientras que los elementos espirituales (alma) son abrasados al fuego sobre brasas de carbón o quemados por serpientes que escupen llamas. Esta iconografía habría ejercido gran influencia sobre los infiernos del judaísmo, cristianismo y helenismo. El egiptólogo Ernest Wallis Budge vio similitudes entre las descripciones del infierno en la antigua literatura medieval y estos pozos de fuego, abismos, agua hirviendo y monstruos presentes en los libros egipcios, y afirmó: «es casi seguro que las naciones modernas deben al antiguo Egipto muchas de sus concepciones del infierno».

#### Libros sagrados
| Artículo principal    | Descripción |
| Duat                  | Duat el inframundo de la mitología egipcia, el lugar donde se celebraba el juicio de Osiris, y donde el espíritu del difunto debía deambular, sorteando malignos seres y otros peligros. |
| Libro del Amduat      | Describe el camino a seguir por el difunto y el Libro de los Muertos enseña toda clase de sortilegios para llevar a buen fin el viaje al otro mundo. Una versión completa se encuentra en el cenotafio de Seti I, y otra en la tumba de Ramsés VI (KV9). |
| Libro de las Cavernas | Se le llama así porque en él Duat (Más Allá) está dividido en cavernas. El difunto atraviesa en su recorrido una serie de cuevas, y se relatan los premios que puede recibir, así como los castigos que se padecen: tiene la mejor descripción del Infierno que nos han legado los egipcios. |
| Libro de las Puertas  | Texto que narra el viaje del espíritu de un difunto en el otro mundo, y está relacionado con la marcha del Sol, aunque transcurre durante las horas nocturnas, en la Duat. El espíritu requiere pasar una serie de «puertas» en diferentes etapas del viaje. Cada puerta se asocia a una diosa diferente, y requiere que el difunto reconozca el carácter específico de cada deidad. El texto da a entender que algunas personas pasarán incólumes, mientras que otras sufrirán tormento en un lago de fuego. |
| Libro de los Muertos  | Texto funerario compuesto por un conjunto de fórmulas mágicas o sortilegios, que ayudaban al difunto, en su estancia en la Duat (inframundo), a superar el juicio de Osiris, y viajar al Aaru. |

### Antigua Grecia

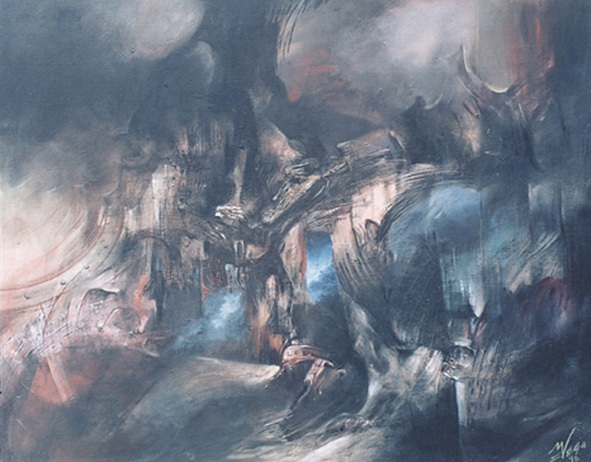
Visita al Infierno, del artista mexicano Mauricio García Vega.

Averno era el nombre antiguo que se le daba, tanto por griegos como romanos, a un cráter cerca de Cumas, Campania. Se creía que era la entrada al inframundo, a los Infiernos. Según el escritor griego Diodoro de Sicilia, el Averno sería un lago oscuro e inmenso.
Los griegos creyeron que las almas de los muertos permanecían en el Hades, al que se llegaba después de atravesar la laguna Estigia. Allí no sufrían otro tormento que el de su exilio y separación de sus seres queridos. Algunos podían mostrarse arrepentidos de sus faltas, como lo imagina Homero, en su poema Odisea que hace descender a su héroe al Hades. Odiseo habla allí con sus camaradas muertos en la guerra de Troya y con su propia madre.
El Hades de los griegos está regido por el dios del mismo nombre, hijo del titán Crono. Aunque puede ser cruel, Hades no es maligno. Los romanos le adoptaron como Plutón, y además de otorgarle el reino de los muertos, le dieron la custodia de los metales preciosos bajo la tierra. Los griegos poblaron el Hades de otros seres mitológicos, como las Furias y las Moiras. Las primeras habitaban bajo la tierra pero solían atormentar a los malos en vida. Eran mujeres con cabellera de serpientes, llamadas también Erinias. En cuanto a las Moiras (llamadas en Roma Parcas), su tarea era hilar el hilo de la vida de cada mortal y cortarlo en el momento justo. Hades estaba acompañado también por Cerbero, perro de tres cabezas, y por Caronte, el barquero que conducía las almas hacia el mundo subterráneo.

#### Inframundo griego
Entre los reinos que formaban el Inframundo griego se incluyen:
- El gran foso del Tártaro consistía en una gran prisión fortificada rodeada por un río de fuego llamado Flegetonte. En un principio sirvió exclusivamente como prisión de los antiguos titanes como Cronos, el padre de Hades y de Zeus pero luego pasó a ser el calabozo de las almas condenadas, entre las que se encontraban Ticio, Tántalo y Sísifo.
- El territorio de los muertos, gobernado por el dios Hades, que también suele recibir el nombre de hogar o dominio de Hades (domos Aidaou), Hades, Érebo, los prados asfódelos, Estigia y Aqueronte.
- Las Islas de los Bienaventurados o Islas Elíseas gobernadas por Hades.[40] Allí, residían tras su muerte, los grandes héroes míticos, como por ejemplo Aquiles, Diomedes y Peleo.
- Los Campos Elíseos, gobernados por Radamantis, eran la morada de los muertos virtuosos y los iniciados en los misterios antiguos. Sus habitantes tenían la posibilidad de regresar al mundo de los vivos, aunque no muchos lo hacían.

Los cinco ríos del Hades eran: Aqueronte (el río de la pena), Cocito (lamentos), Flegetonte (fuego), Lete (olvido) y Estigia (odio), que limita con los mundos superiores e inferiores.

### Italia arcaica y pueblo etrusco
Los pocos testimonios que nos han llegado de los primeros habitantes de la península itálica nos permiten deducir que creían en algún tipo de supervivencia después de la muerte, pues practicaban la evocación de los manes, pero no conocían ningún tipo de juicio post mortem. Los frescos etruscos nos indican que, a partir del siglo VIII a. C., se creía que Charun —un guía alado de aspecto demoníaco— acompañaba a las almas de los muertos hasta la puerta de los infiernos. Existían otros demonios con diversos cometidos, pero en este infierno no se experimentaban sufrimientos ni suplicios.

### Mitología nórdica
En la antigua mitología nórdica, existía un mundo tenebroso para las almas de aquellos a los que no se les concedía entrar en el Valhalla. Solo los mejores guerreros eran llevados a esa casa techada con escudos de oro. Los que no iban allí, eran entregados a Hela, diosa del mundo subterráneo y habitante del llamado Helheim (literalmente, morada de Hela). En el poema de la Edda mayor llamado La profecía de la vidente —un poema tardío— se dice que en el reino de Hel el lobo destroza los cadáveres de los asesinos, los perjuros y los que sedujeron mujeres de otros. Es la única alusión a tormentos y castigos por crímenes en esa compleja mitología.

### Mitología mexica
Contrariamente a lo que ocurre con el conocimiento que poseemos sobre las concepciones del inframundo de otras culturas, la información que existe sobre los destinos post mortem de los pueblos mesoamericanos, incluidos los grupos nahuas y entre ellos el pueblo mexica, deviene de fuentes coloniales y de las interpretaciones que de ellas se ha hecho. Por tanto el sesgo cultural que ésta manifiestan es un factor importante a considerar.
Según diversos estudiosos del tema, los grupos nahuas creían que los muertos podían ir a diversos parajes al morir: el Tonatiuhichan para los guerreros que morían en el campo de batalla y las mujeres que fallecían en labor de parto. El Tlalocán, a donde iban los difuntos cuyas muertes estaban relacionas con el agua, ya sea muerte por ahogamiento, rayos o enfermedades como la hidropesía, lepra, la gota y el herpes. Los bebés iban al Chichihualcauhco donde un árbol maravilloso los amamantaba. Y el Mictlán al que llegaban los muertos comunes sin importar su rango social, siendo el paraje más popular.
Debido al proceso evangelizatorio del siglo XVI en toda América, específicamente en lo que actualmente es México se equiparó al Mictlán con el Infierno judeocristiano, para así facilitar la comprensión de este último a los indígenas. Sin embargo esta equiparación es poco acertada. Si bien ambos destinos se conciben como lugares ubicados en las entrañas de la tierra, la característica más representativas del Infierno, el castigo sufriente causado por el pecado, es inexistente en el Mictlán.

## Arte, literatura, mitología y folclore

### Zoroastrismo

El faravahar, uno de los símbolos más conocidos del zoroastrismo.

Dentro del contenido religioso zoroastrismo, Zoroastro o Zaratustra describió con gran detalle la llegada del juicio final para los impíos, incluida la aniquilación, purgación en metal fundido, y el castigo eterno, con el último enfrentamiento entre Ahura Mazda (el Bien) y Angra Mainyu (el Mal). Sin embargo, la representación del Infierno se describe en el Libro de Arda Viraf.

### Mitraísmo

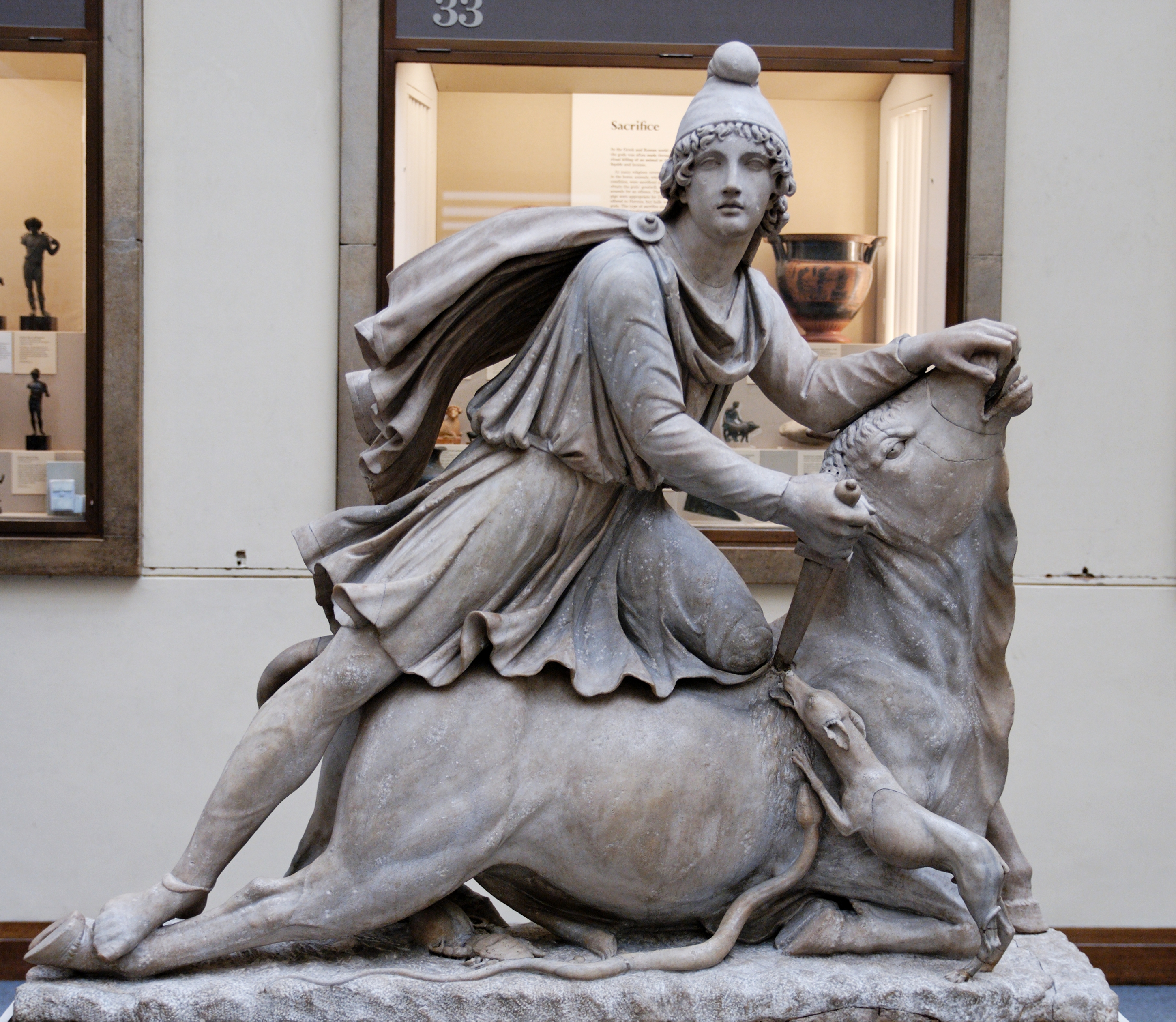
Escultura de Mitra matando al toro (actualmente exhibida en el Museo Británico).

El mitraísmo (o los misterios de Mitra) es una religión mistérica difundida en el Imperio romano entre los siglos I y IV d. C. en que se rendía culto a una divinidad llamada Mitra, que tuvo especial implantación entre los soldados romanos.
El culto al dios Mitra mantenía la creencia de que el fin del mundo vendría acompañado de una gran batalla entre las fuerzas de la luz y de la oscuridad. Los seguidores de los dogmas de los sacerdotes de Mitra podrían aliarse en esta contienda del lado de los espíritus de la luz, con lo que se salvarían; los no seguidores, irían al Infierno junto con Ahriman (espíritu maligno adversario del dios persa Mitra) y los ángeles caídos.
Relato mítico, iconografía, interpretaciones.
Según el relato que ha podido reconstruirse a partir de las imágenes de los mitreos y los escasos testimonios escritos, el dios Mitra nació cerca de un manantial sagrado, bajo un árbol sagrado, de una roca (la petra generatrix; Mitra es llamado de petra natus). Esto enlaza con las tradiciones armenias de la cueva de Meher (Mitra). En el momento de su nacimiento llevaba el gorro frigio, una antorcha y un cuchillo. Fue adorado por pastores poco después de su nacimiento. Bebió agua del manantial sagrado. Con su cuchillo, cortó el fruto del árbol sagrado, y con las hojas de ese árbol confeccionó su ropa.
Encontró al toro primordial cuando pastaba en las montañas. Lo agarró por los cuernos y lo montó, pero, en su galope salvaje, la bestia lo hizo desmontar. Sin embargo, Mitra siguió aferrado a sus cuernos, y el toro lo arrastró durante mucho tiempo, hasta que el animal quedó exhausto. El dios lo agarró entonces por sus patas traseras, y lo cargó sobre sus hombros. Lo llevó, vivo, soportando muchos padecimientos, hasta su cueva. Este viaje de Mitra con el toro sobre sus hombros se denomina tránsitus.
Cuando Mitra llegó a la cueva, un cuervo enviado por el Sol le avisó de que debía realizar el sacrificio, y el dios, sujetando al toro, le clavó el cuchillo en el flanco. De la columna vertebral del toro salió trigo, y vino de su sangre, del resto del toro nacerían todos los demás seres.

### La divina comedia, de Dante Alighieri
Dante describe el Infierno en forma de embudo incrustado en el centro de la tierra y está dividido en nueve círculos y en cada uno de ellos los condenados son sometidos a distintas penas, según la gravedad de los pecados.
Dante Alighieri muestra en el Canto XXXII que el lugar más terrible del Infierno no es un horno de llamas, sino un lago de hielo.
Virgilio, el más célebre de los poetas latinos, conduce a Dante Alighieri, a través del Infierno, donde las almas pecadoras del mundo son atormentadas sin cesar. El más profundo y terrible lugar de torturas del Infierno no es un horno de llamas, sino un lago de hielo, donde todos los traidores, deben permanecer congelados por toda la eternidad.

Oh, seres más desafortunados que cualesquiera otros miserables.
Canto XXXII

Canto XXXIV Dante, queda sorprendido por la presencia de Lucifer, al ver que su cabeza tiene tres rostros, uno por delante, y los otros dos se unen a este por medio de los hombros y se juntan por detrás en lo alto de la coronilla. Judas Iscariote aparece con su cabeza metida dentro de la boca de Lucifer y agita fuertemente las piernas fuera de ella. De las otras dos fauces salen las extremidades de Marco Junio Bruto y Cayo Casio Longino, que provocaron la muerte a Julio César.
El Infierno de Dante muestra rasgos de la mitología griega, al mostrar los ríos de Aqueronte, Estigia, Flegetonte y Cocito, además de diversos personajes de esa misma mitología (Flegias, Caronte, Centauros, Cerbero, etc.) así como históricos (Octavio Augusto, Cleopatra VII, etc.).

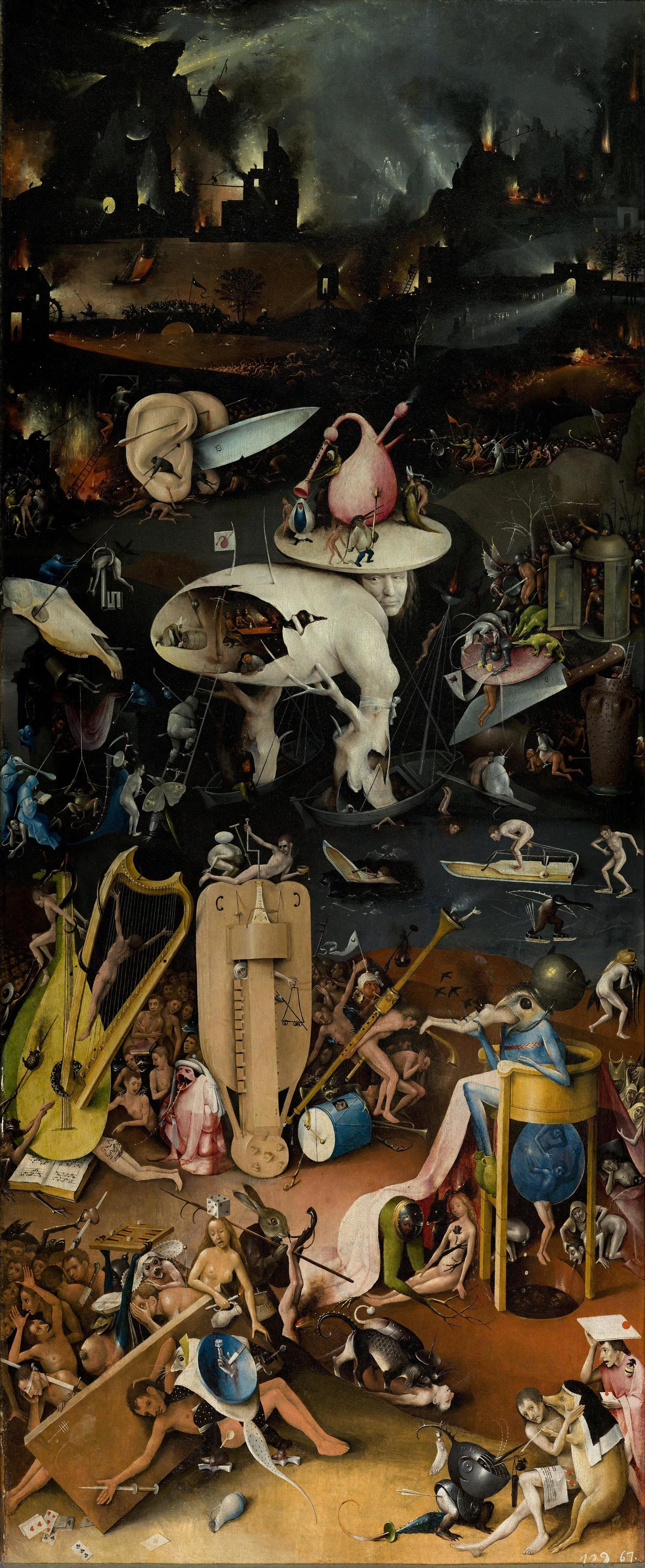
«Detalle de Infierno» en El jardín de las delicias de El Bosco. Óleo sobre tabla.Muestra un mundo onírico, demoníaco y de grandes tormentos